# Giovanni Ceva
Giovanni Ceva (* 7. Dezember 1647 in Mailand; † 15. Juni 1734 in Mantua) war ein italienischer Mathematiker.

## Leben
Nach dem Besuch der jesuitischen Hochschule in Mailand und einem Studium der Mathematik an der Universität Pisa arbeitete Giovanni Ceva ab 1686 in Mantua als „Matematico Cesareo e Commessario Generale dell' Acque di tutto lo Stato“.
Dieser Berufung zum Professor für Mathematik kommt er bis zu seinem Lebensende nach.
Er wurde in der Kirche Santa Teresa de' Carmelitani Scalzi in Mantua beerdigt.
Er beschäftigte sich vor allem mit Geometrie. 1678 veröffentlichte er das Buch „De lineis rectis se invicem secantibus, statica constructio“ das auch den „Satz von Ceva“ enthielt. Diesen Satz fand im 11. Jahrhundert bereits Yusuf al-Mutaman, Emir von Zaragossa, heraus.
Im Laufe seines Lebens veröffentlichte er weitere Bücher:
- »Opuscula mathematica« (1682, klassische Geometrie und mit Hydrodynamik, darunter Kräfteparallelogramm, Geschwindigkeitsmessung in/von Flüssigkeiten)
- »Geometria motus« (1692, Untersuchung von Kurven),
- »Tria problemata geometris proposita« (1710, Geometrie),
- »De re nummeraria quod fieri potuit, geometrice tractata« (1711, ökonomische Mathematik, darunter Real- und Nominalwert von Währungen, Geldmenge und Umlaufgeschwindigkeit),
- »Opus hydrostaticum« (1728, Schriften zur Hydrodynamik).

Der Mathematiker und Dichter Tommaso Ceva (1648–1736) ist sein Bruder, der Mathematik- und Rhetorikprofessor an einer Hochschule der Jesuiten bei Mailand war. Nach diesem ist die »Zykloide von Ceva« benannt.

## Werke

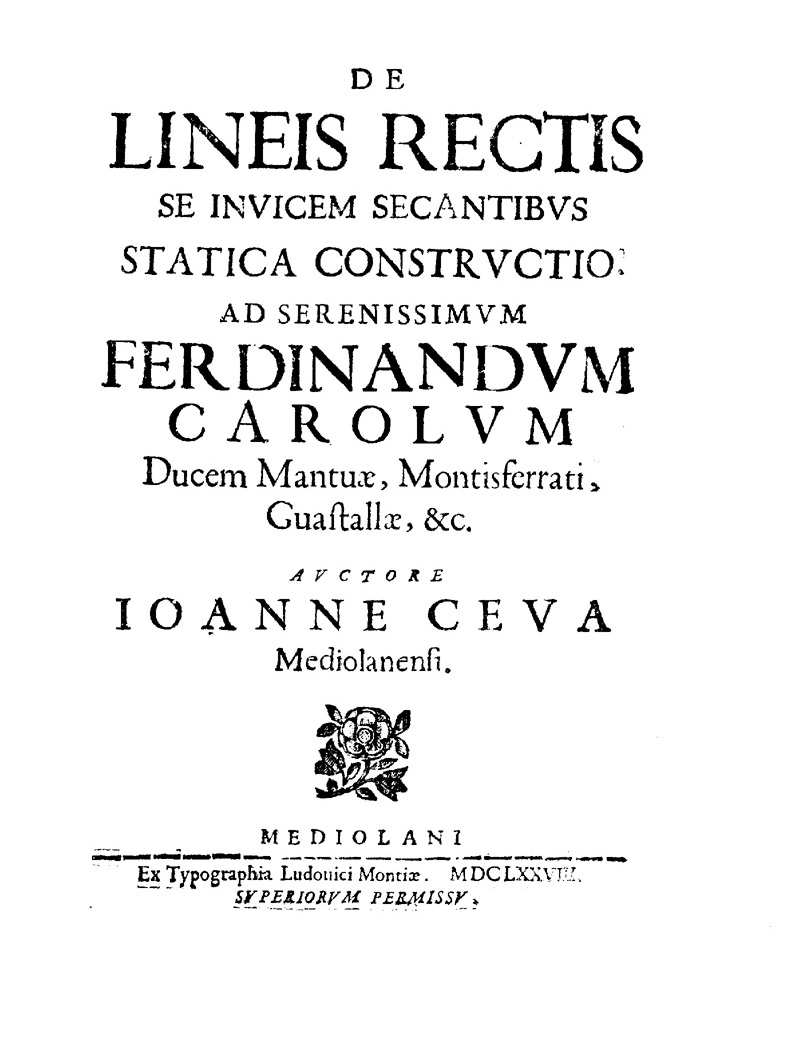
De lineis rectis se invicem secantibus statica constructio, 1678

- De lineis rectis se invicem secantibus statica constructio. ex typographia Ludouici Montiae, Mediolani 1678 (Latein, beic.it).
- Opuscula mathematica. ex typographia Ludouici Montiae, Mediolani 1682 (Latein, beic.it).
- Geometria Motus, 1692
- Ragioni del signor Giovanni Ceva commissario dell'arciducal Camera di Mantova, e del signor Doriciglio Moscatelli Battaglia prefetto dell'acque di quello stato contra l'introduzione del Reno nel Pò grande con la risposta alle medesime di Eustachio Manfredi matematico dell'Università di Bologna. Che contiene una piena informazione sopra i capi principali di questa materia. per li successori del Benacci, In Bologna 1716 (italienisch, beic.it).
- Replica di Giovanni Ceva, commissario dell'arciducal camera di Mantova, e matematico di s.m. ces., e cat. in difesa delle sue dimostrazioni, e ragioni per la quali non debbasi introdurre Reno in Po, contro la risposta datasi dal sig. dottor Eustachio Manfredi. per Alberto Pazzoni stampatore arciducale, In Mantova 1717 (italienisch, beic.it).
- Opus hydrostaticum. Alberto Pazzoni, Mantuae 1728 (Latein, beic.it).

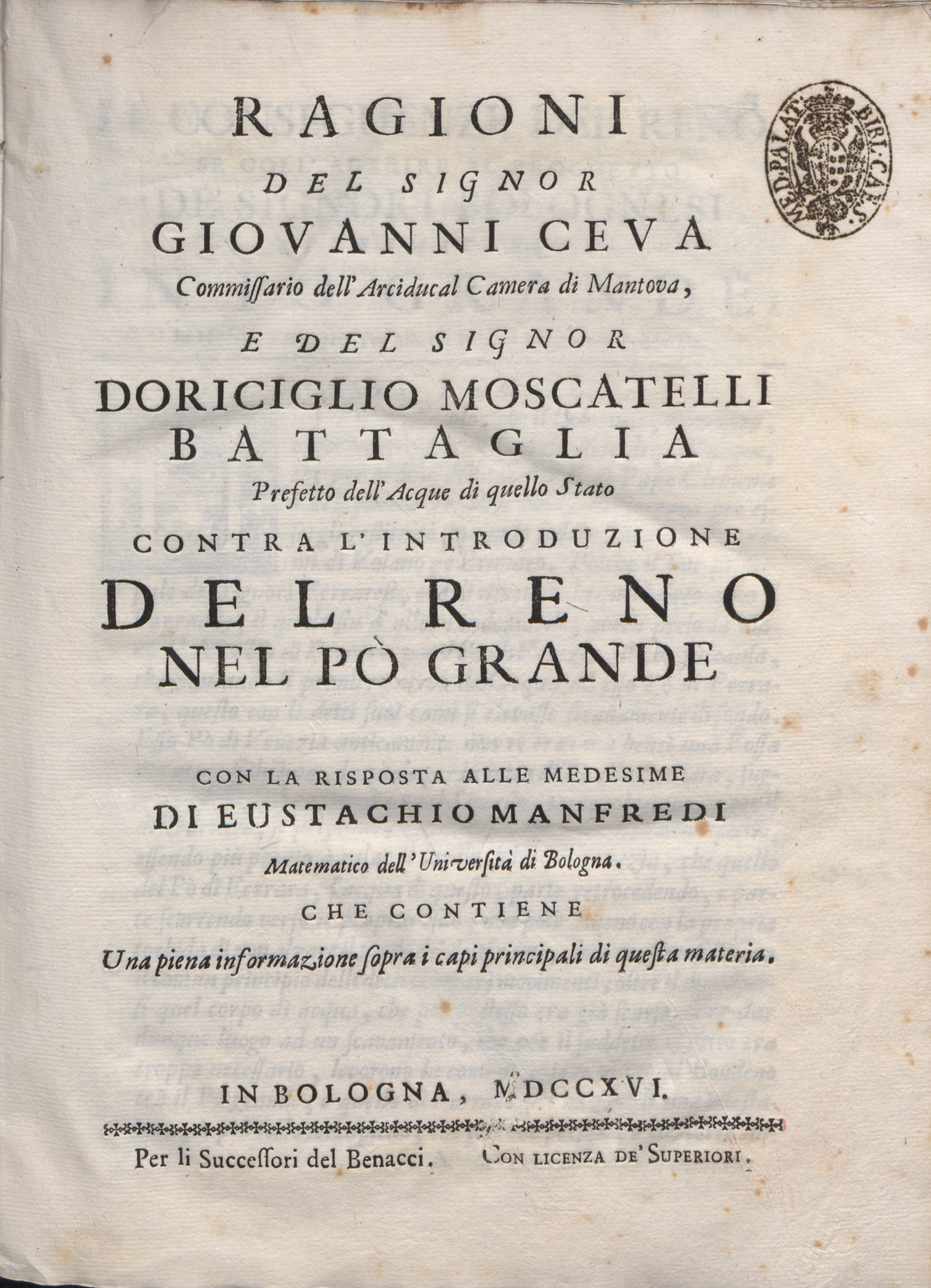
Ragioni [...] contra l'introduzione del Reno nel Pò, 1716
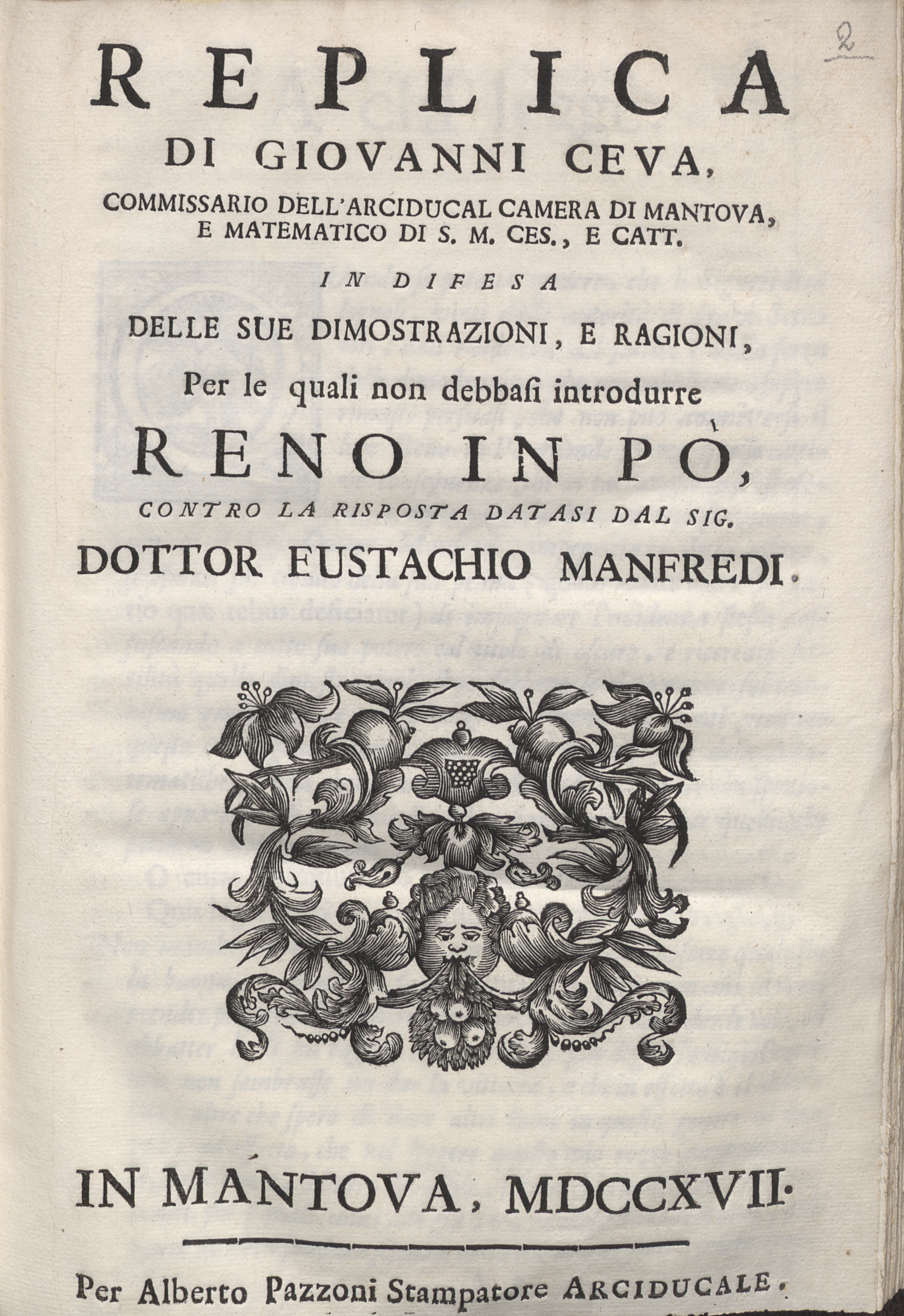
Replica [...] in difesa delle sue dimostrazioni, e ragioni per la quali non debbasi introdurre Reno in Po, 1717